# Barre antiroulis

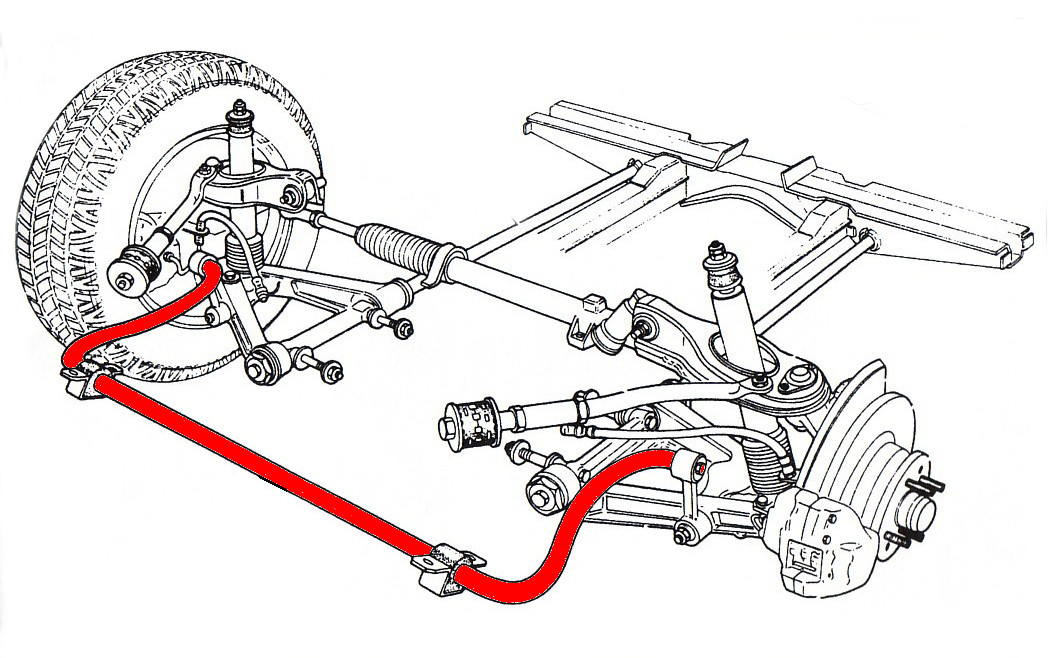
En rouge, la barre antiroulis avant d'une Alfa Romeo Alfetta.

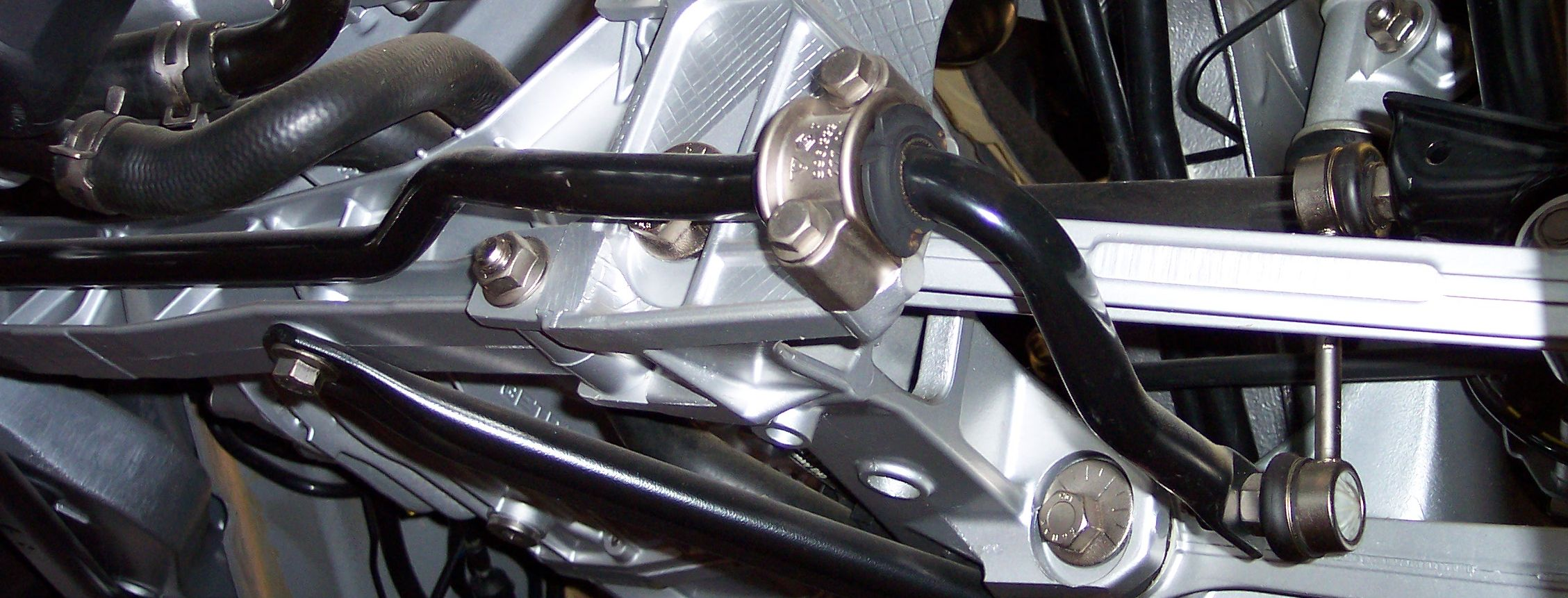
Barre antiroulis arrière (en noir) sur une Porsche.

Une barre antiroulis, barre stabilisatrice ou barre anti-dévers est un élément de suspension qui sert à réduire le roulis dans les virages et les déformations de la route. Elle relie les deux roues d'un même essieu sur un véhicule. Il s’agit souvent d’une barre de métal plein, en forme de « U » très aplati, qui forme un ressort et qui solidarise dans une certaine mesure les deux roues de l’essieu. Le premier brevet de barre stabilisatrice a été accordé à l'inventeur canadien Stephen Coleman de Fredericton, au Nouveau-Brunswick, le 22 avril 1919.

## Principe
La barre antiroulis limite le roulis dans un virage. Elle permet de raidir la suspension de la roue la plus chargée dans un virage (la roue extérieure). Quand une voiture passe un dos d'âne, les deux roues sont chargées de la même manière, la barre antiroulis n'a pas d'effet. Les barres antiroulis sont parfois utilisées par les constructeurs pour limiter le roulis tout en gardant une adhérence et une tenue de route acceptables (ce que des ressorts plus durs ne font pas).
Le système permet de conserver le plus possible la géométrie de la suspension, laquelle se déformerait plus sans barre antiroulis. Les suspensions automobiles ne sont vraiment efficaces que pour un débattement limité de la suspension ; limiter les mouvements de caisse — notamment lors des virages à cause de la force centrifuge — en raidissant la suspension permet de garder la géométrie de suspension dans sa plage de fonctionnement la plus correcte, c'est-à-dire optimiser le placement du pneu sur la route pour une meilleure adhérence.
Une barre antiroulis permet de régler le comportement du véhicule, par son dimensionnement : en fonction de sa position (avant ou arrière), ou de sa raideur, la tendance au sous-virage ou au survirage peut être modifiée. Grossièrement, rigidifier l'essieu arrière favorise le survirage, et rigidifier l'avant le sous-virage, et ce pour deux raisons différentes :
1. Raidir la suspension d'une roue lui fait perdre de l'adhérence, car la roue aura plus de mal à épouser les aspérités de la route (c'est pour ça qu'une suspension doit être optimisée pour le type de surface envisagée : route, route en mauvais état, chemin, tout terrain, piste, course...). Faire perdre de l'adhérence à un bout de la voiture (train avant ou arrière), c'est lui demander de décrocher en premier (glisser). Si c'est l'avant qui glisse en premier, on a un comportement sous-vireur, si c'est l'arrière, ce sera un comportement survireur.
2. Raidir l'avant ou l'arrière du véhicule permet aussi de jouer sur le transfert de charge lors d'un virage. Le transfert de charge d'une automobile est indépendant de la raideur de suspension, mais on peut faire varier le transfert de poids d'un train par rapport l'autre en raidissant un train plus que l'autre : par exemple si on raidit l’arrière sans modifier la raideur avant, on augmente le transfert de charge à l'arrière tout en le diminuant à l'avant (l'arrière extérieur penche moins, et, en réaction, la voiture appuie plus sur l'avant intérieur) : les poids étant à ce moment mieux repartis sur le train avant et moins bien sur le train arrière, la voiture accroche plus à l'avant qu'à l'arrière et devient plus survireuse (ou moins sous-vireuse). Cet effet de changer la répartition du transfert de charge n'est vraiment efficace que si le châssis du véhicule est suffisamment rigide pour le permettre.

Par contre, si les barres antiroulis sont modifiées dans les mêmes proportions à l'avant et à l'arrière, la répartition du  transfert de poids ne sera pas modifiée, les poids sur les roues seront les mêmes, et le comportement de la voiture (survirage ou sous-virage) ne sera pas modifié. Seule restera l'éventuelle perte d'adhérence si la suspension est trop dure par rapport à l'état de la route.  
Il est communément admis qu'un comportement plutôt sous-vireur est plus prévisible et sécuritaire, puisque la réaction pour gérer un  sous-virage est de freiner plus, ce qui est la réaction naturelle d'un conducteur normal.  Cependant, en compétition automobile, où les voitures sont continuellement à la limite de l'adhérence, un comportement survireur est souvent préféré, puisqu'un sous-virage trop important amène à un « tout droit », alors qu'il est souvent plus facile de contrôler la glisse du train arrière en contrebraquant - et en accélérant, ce qui peut dans certains cas même augmenter la vitesse de passage en courbe. 
Les notions de « survirage » et de « sous-virage » ne sont pas à comprendre comme uniquement le moment où le train avant ou arrière décroche. On parle de sous-virage ou de survirage quand il faut augmenter ou diminuer l'angle des roues directrices par rapport à l'angle qui serait donné pour négocier le même virage pris à basse vitesse. L'angle nécessaire pour faire tourner un véhicule dépend des forces latérales exercées sur les trains avant et arrière, et dépend donc en partie à la fois de la répartition des masses dans le véhicule, et de la répartition du transfert de charge. Plus de poids à l'avant, ou plus de transfert de charge à l'avant (relativement à l'arrière), entraîne un comportement sous-vireur, et inversement. 
De plus, en rigidifiant l’ensemble, la barre antiroulis permet une meilleure réactivité du véhicule lors des changements brusques de direction.

## Inconvénients
En solidarisant les deux roues de l’essieu, elle les rend moins indépendantes, ce qui fait que si par exemple une seule roue roule sur une bosse ou un creux, la roue de l’autre côté sera elle aussi affectée, rendant le véhicule moins confortable ; cela peut aussi diminuer la tenue de route : si la roue droite a besoin de monter et la gauche a besoin de descendre, relier les deux diminue l'adhérence totale qu'elles auraient eu, en restant indépendantes.
Lors d’un virage serré, si la suspension extérieure s’écrase, la barre antiroulis aura tendance à faire lever la roue intérieure et donc à lui faire perdre plus d'adhérence qu'en l'absence de barre antiroulis.
La conception des barres antiroulis est à prendre en compte en même temps que les autres éléments de la suspension (la raideur des ressorts, des amortisseurs, les pneumatiques). Raidir démesurément les barres antiroulis est rarement le meilleur choix, et n'améliore pas forcément la tenue de route, tout en dégradant souvent le confort.